# Leichtathletik-Europameisterschaften 1978/4 × 100 m der Männer

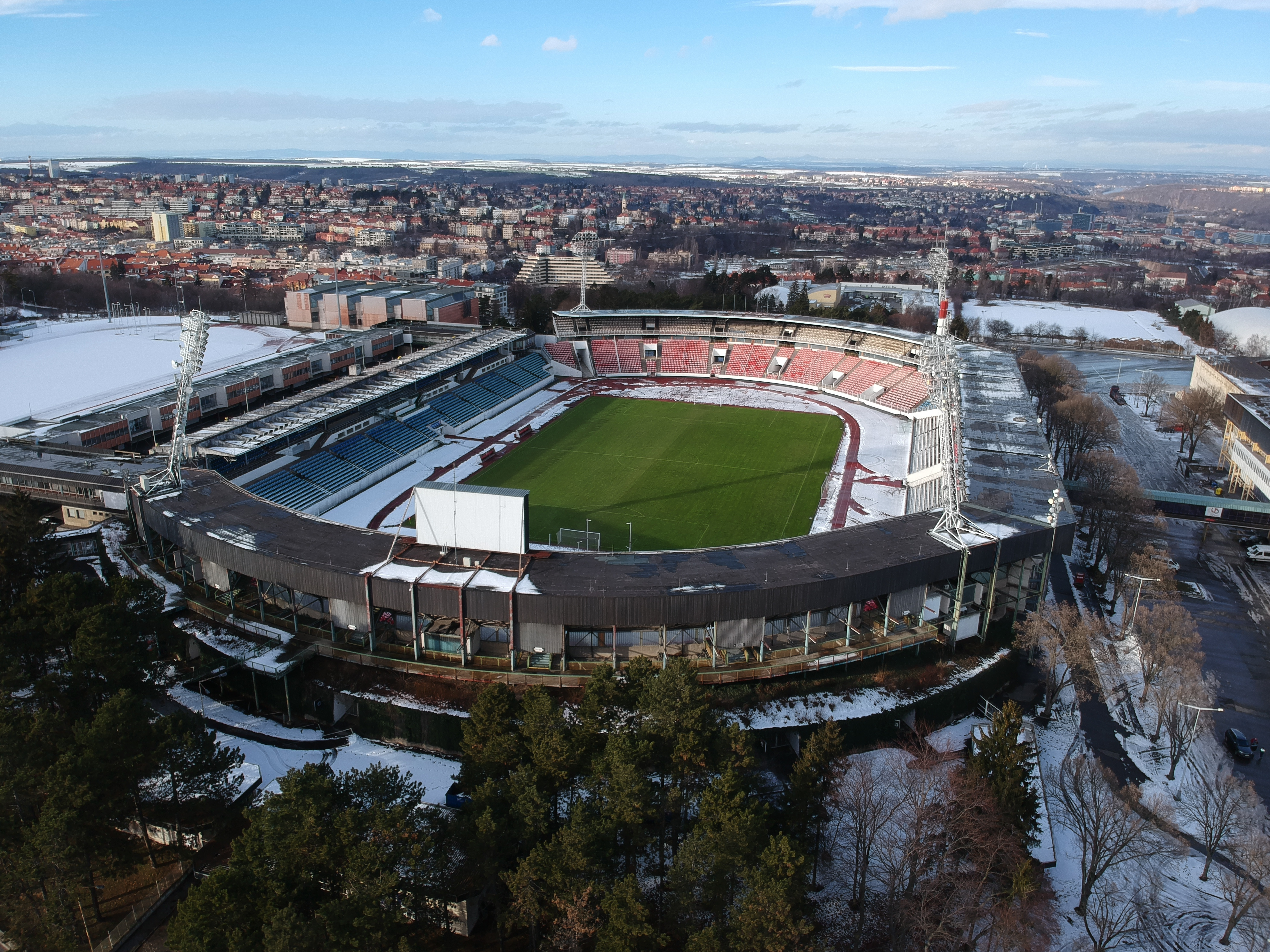
Das Stadion Evžena Rošického von Prag im Jahr 2009

Die 4-mal-100-Meter-Staffel der Männer bei den Leichtathletik-Europameisterschaften 1978 wurde am 2. und 3. September 1978 im Stadion Evžena Rošického von Prag ausgetragen.
Europameister wurde Polen in der Besetzung Zenon Nowosz, Zenon Licznerski, Leszek Dunecki und Marian Woronin. Den zweiten Platz belegte die DDR mit Manfred Kokot, Eugen Ray, Olaf Prenzler und Alexander Thieme. Bronze ging an die Sowjetunion (Sergeý Wladimirsew, Nikolai Kolesnikow, Alexandr Aksinin, Wolodymyr Ihnatenko).

## Rekorde

### Bestehende Rekorde
| Weltrekord           | 38,03 s | USA (Bill Collins, Steve Riddick, Cliff Wiley, Steve Williams)                     | Düsseldorf, BR Deutschland (heute Deutschland) | 3. September 1977 |
| Europarekord         | 38,43 s | Frankreich (Gérard Fenouil, Jocelyn Delecour, Claude Piquemal, Roger Bambuck)      | OS Mexiko-Stadt, Mexiko                        | 20. Oktober 1968  |
| Meisterschaftsrekord | 38,69 s | Frankreich (Lucien Sainte-Rose, Joseph Arame, Bruno Cherrier, Dominique Chauvelot) | EM Rom, Italien                                | 8. September 1974 |

### Rekordverbesserung
Die Europameisterstaffel aus Polen verbesserte den bestehenden EM-Rekord in der Besetzung Zenon Nowosz, Zenon Licznerski, Leszek Dunecki und Marian Woronin im Finale am 3. September um elf Hundertstelsekunden auf 38,58 s. Zum Europarekord fehlten fünfzehn Hundertstelsekunden, zum Weltrekord 55 Hundertstelsekunden.

## Legende
Kurze Übersicht zur Bedeutung der Symbolik – so üblicherweise auch in sonstigen Veröffentlichungen verwendet:
| CR  | Championshiprekord                       |
| DNF | Wettkampf nicht beendet (did not finish) |

## Vorrunde
2. September 1978, 18:00 Uhr
Die Vorrunde wurde in zwei Läufen durchgeführt. Die ersten vier Staffeln pro Lauf – hellblau unterlegt – qualifizierten sich für das Finale.

### Vorlauf 1
| Platz | Staffel          | Besetzung                                                       | Zeit (s) |
| ----- | ---------------- | --------------------------------------------------------------- | -------- |
| 1     | Polen            | Zenon Nowosz Zenon Licznerski Leszek Dunecki Marian Woronin     | 39,20    |
| 2     | Italien          | Giovanni Grazioli Luciano Caravani Stefano Curini Pietro Mennea | 39,51    |
| 3     | Schweiz          | Franco Fähndrich Urs Gisler Peter Muster Hansjörg Ziegler       | 39,87    |
| 4     | Großbritannien   | Trevor Hoyte Allan Wells Cameron Sharp Stephen Green            | 40,08    |
| 5     | Tschechoslowakei | Jan Cheben Otakar Wild Marian Kralik Luděk Bohman               | 40,43    |

### Vorlauf 2
| Platz | Staffel     | Besetzung                                                                  | Zeit (s) |
| ----- | ----------- | -------------------------------------------------------------------------- | -------- |
| 1     | DDR         | Manfred Kokot Eugen Ray Olaf Prenzler Alexander Thieme                     | 39,05    |
| 2     | Sowjetunion | Sergeý Wladimirsew Nikolai Kolesnikow Alexandr Aksinin Wolodymyr Ihnatenko | 39,21    |
| 3     | Frankreich  | Patrick Barré Pascal Barré Lucien Sainte-Rose Hermann Panzo                | 39,45    |
| 4     | Belgien     | Ronald Desruelles Hans van den Daele Danny Roelandt Lambert Micha          | 40,16    |
| DNF   | Bulgarien   | Iwailo Karanjotow Wladimir Iwanow Weselin Panow Petar Petrow               |          |

## Finale
3. September 1978, 18:00 Uhr
| Platz | Staffel        | Besetzung                                                                  | Zeit (s) |
| ----- | -------------- | -------------------------------------------------------------------------- | -------- |
| 1     | Polen          | Zenon Nowosz Zenon Licznerski Leszek Dunecki Marian Woronin                | 38,58 CR |
| 2     | DDR            | Manfred Kokot Eugen Ray Olaf Prenzler Alexander Thieme                     | 38,78    |
| 3     | Sowjetunion    | Sergeý Wladimirsew Nikolai Kolesnikow Alexandr Aksinin Wolodymyr Ihnatenko | 38,82    |
| 4     | Frankreich     | Patrick Barré Pascal Barré Lucien Sainte-Rose Hermann Panzo                | 38,90    |
| 5     | Italien        | Giovanni Grazioli Luciano Caravani Stefano Curini Pietro Mennea            | 39,11    |
| 6     | Großbritannien | Trevor Hoyte Allan Wells Cameron Sharp Stephen Green                       | 39,49    |
| 7     | Schweiz        | Franco Fähndrich Urs Gisler Peter Muster Hansjörg Ziegler                  | 39,56    |
| 8     | Belgien        | Ronald Desruelles Hans van den Daele Danny Roelandt Lambert Micha          | 39,73    |